# 宽叶黄耆
宽叶黄耆（学名：Astragalus platyphyllus）是豆科黄芪属的植物。分布在中亚以及中国大陆的新疆等地，生长于海拔1,200米的地区，见于山坡阳处，目前尚未由人工引种栽培。